# 施瓦爾滕魏爾湖

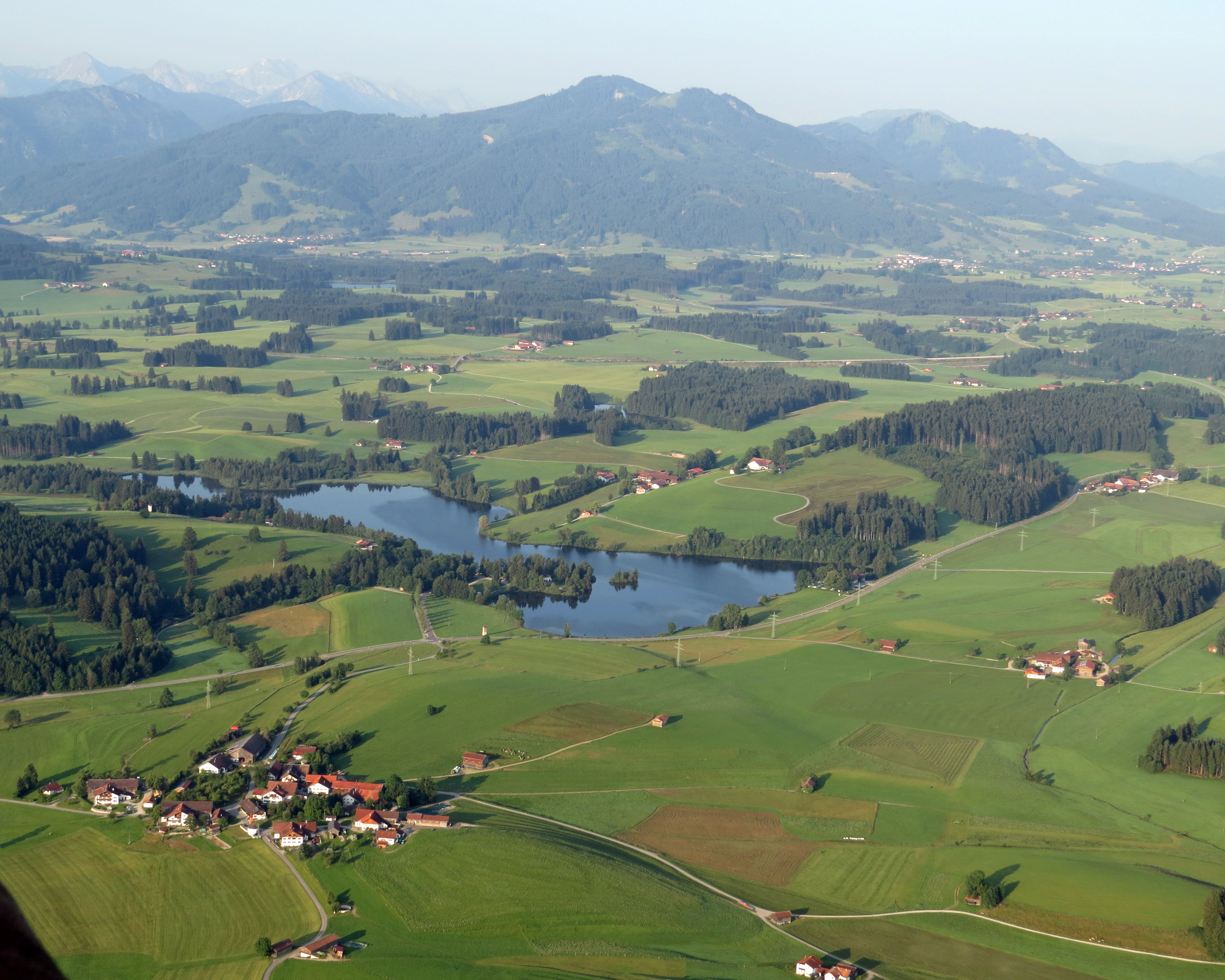

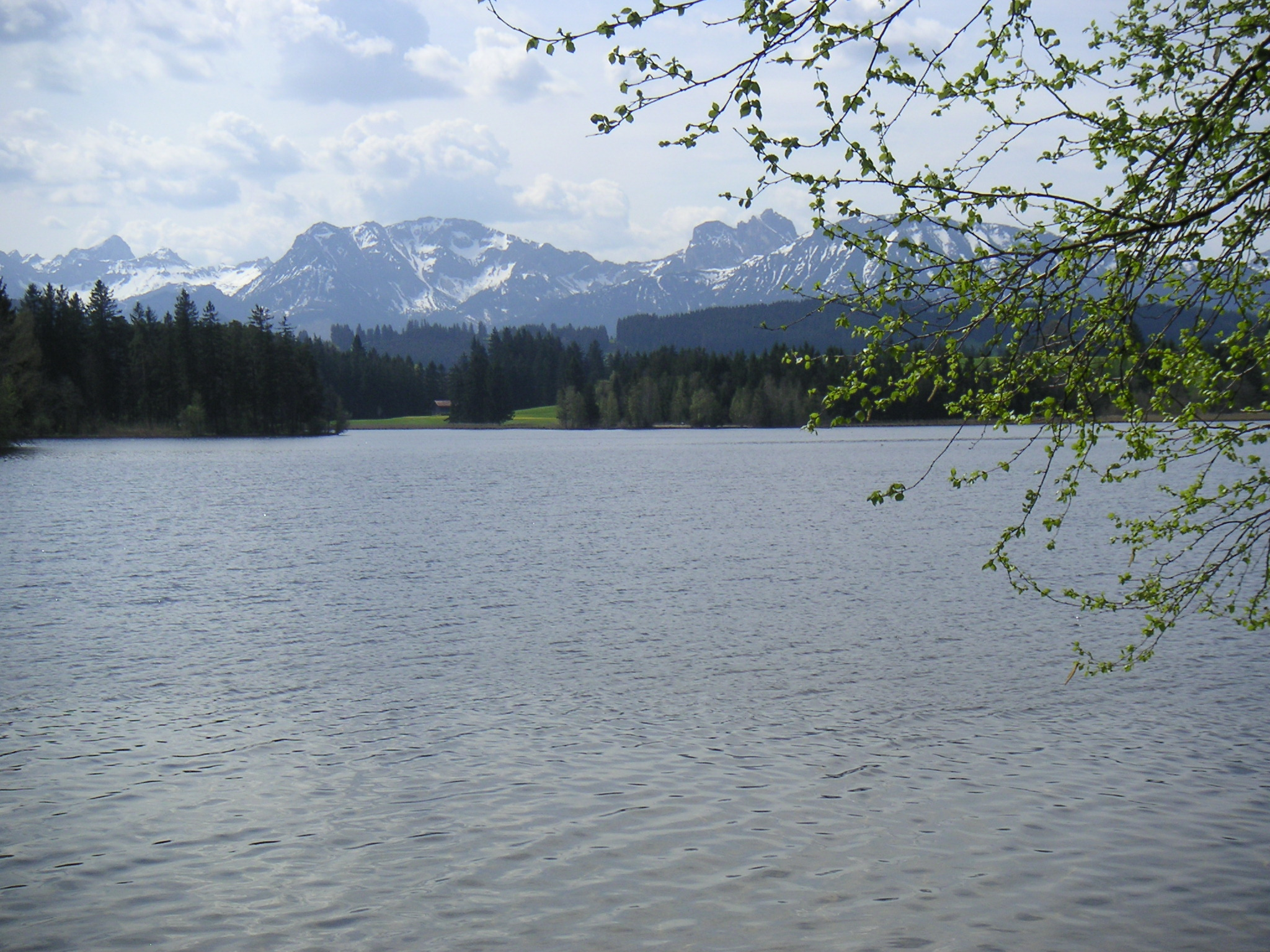

47°39′2″N 10°34′31″E / 47.65056°N 10.57528°E
施瓦爾滕魏爾湖（德語：Schwaltenweiher），是德國的水庫，位於該國東南部，由巴伐利亞負責管轄，處於東阿爾高縣，長1.2公里、寬0.4公里，面積0.3平方公里，海拔高度839米，水體容量72.5萬立方米。